# .kn
kn. هو امتداد خاص بالعناوين الإلكترونية (نطاق) domain للمواقع التي تنتمي إلى اتحاد سانت كيتس ونيفس.